# 積·森遜
積·森遜（英語：Jay Simpson，1988年12月1日—）出生於倫敦，是一名英格蘭足球員，司職前鋒或翼鋒，現時效力泰超球會武里南聯。
積.森遜是牙買加血統。他和妻子伊莎貝爾有三個孩子。

## 生平

### 球會
阿仙奴青年隊
當森遜很小的時候已效力阿仙奴，他以13歲之齡加入球會U-18青年隊。他於阿仙奴的青年軍一直扮演重要角色， 於2006年10月24日球會於聯賽盃戰勝西布朗一場在後備席上，但卻沒有上場。2007年2月19日，他成為球會史上首於新球場酋長球場中演出帽子戲法的球員，為U-18球隊於英格蘭足總青年盃3:2擊敗卡迪夫城包辦三球。
外借至米禾爾
於2007年8月，森遜從球會外借至米禾爾。9月1日，他於甲組聯賽以2:1戰勝哈德斯菲爾德中首次為球會上陣。9月4日，在英格蘭聯賽錦標南部賽首圈以2:3不敵史雲斯一場首次入球。9月29日，球會以1:2戰敗史雲頓一仗，首次取得聯賽入球。他的外借期本於2008年1月1日完結，但後來延長至季尾。森遜為米禾爾上陣44場並取得8個入球，使他贏得英格蘭職業足球運動員協會的「英甲2008年度最受歡迎球員獎」。
森遜感謝米禾爾給了他一個增加比賽狀態的機會，並說：「去米禾爾是我做的決定之中的最好一個，經常於一隊上陣的確有助令我進步，米禾爾亦令我長大成一個球員以及結交到很多朋友，它幫了我很多，而米禾爾的球迷對我亦很好，我非常感謝他們對我的支持」。
返回阿仙奴
2008年9月23日森遜在英格蘭聯賽盃主場6-0大勝錫菲聯首次為一隊上陣，下半場中段後補入替。11月13日聯賽盃16強對戰韋根，森遜在卡洛斯·維拉的助攻下，個人獨取兩球，助球隊以3:0大勝對手。
外借至西布朗
2008年12月29日森遜與阿仙奴續簽長約，並於12月31日獲外借到西布朗直到球季結束，他首次上陣是在2009年1月3日足總杯第三輪1-1戰平彼德堡的賽事中後備入替高倫。他為西布朗打進了第一個進球是於09年1月13日，在足總杯第三輪重賽對陣彼德堡。。他在英超聯賽首個入球是在2009年1月31日2-2戰平侯城的賽事。
在外借西布朗期間森遜曾在聯賽上陣13次，射入1球，但球隊於球季結束時需要降班英冠。
外借至昆士柏流浪
2009年8月27日森遜再被外借至英冠球會昆士柏流浪直到球季結束。他首次為球隊上陣是在作客以1-0擊敗斯肯索普的賽事。森遜在對陣卡迪夫城的賽事中攻入加盟後的首個入球，更在這場賽事中梅開二度。其後在5-2擊敗班士利的賽事中也取得入球。森遜為昆士柏流浪在英冠聯賽共出戰39場攻入12球，在聯賽初期更有過一度在前7場英冠聯賽中攻入6球的紀錄。外借期間合共上陣42場及射入13球。
侯城
2010年8月19日森遜轉投剛降班英冠的侯城，轉會費沒有透露，簽約三年。
再次外借至米禾爾
2011年8月31日森遜被再次借用到米禾爾直至翌年1月，期間上陣16場及射入4球。

### 國家隊
森遜只曾為不同年齡級別的英格蘭青少年國家隊上陣。

## 外部連結
- 足球数据库：積·森遜的球员统计数据
- 阿仙奴官方 森遜檔案 （页面存档备份，存于）
- 昆士柏流浪官方 森遜檔案 （页面存档备份，存于）